# Drumul european E60

Traseul Drumului european E60

Drumul european E60 este o șosea/autostradă care pleacă de la Brest în Bretania, Franța (pe litoralul Oceanului Atlantic), și care merge la Constanța, în România (pe coasta Mării Negre). Are o lungime de circa 3380 de kilometri.
Trecând prin Agigea, această șosea se prelungește în Asia, pornind din portul Poti (Georgia), de pe coasta Mării Negre, până în Kirghizstan, la granița cu China. Această prelungire are  3210 kilometri. În total, drumul E60 are o lungime de 6590 de kilometri.

## Traseu
- Franța
  - Brest
  - Lorient
  - Vannes
  - Nantes
  - Angers
  - Tours E05
  - Orléans E05
  - Montargis
  - Auxerre
  - Beaune
  - Dole
  - Besançon
  - Belfort
  - Mulhouse E25

- Elveția
  - Basel (Bâle) E25
  - Zürich
  - Winterthur
  - St. Gallen
  - St. Margrethen

- Austria
  - Bregenz
  - Lauterach
  - Feldkirch
  - Landeck
  - Telfs
  - Innsbruck
- Germania
  - Rosenheim
  - Bad Reichenhall
- Austria
  - Salzburg
  - Sattledt
  - Linz
  - Sankt Pölten
  - Viena (Wien) E59, E461
  - Nickelsdorf
- Ungaria
  - Mosonmagyaróvár E75

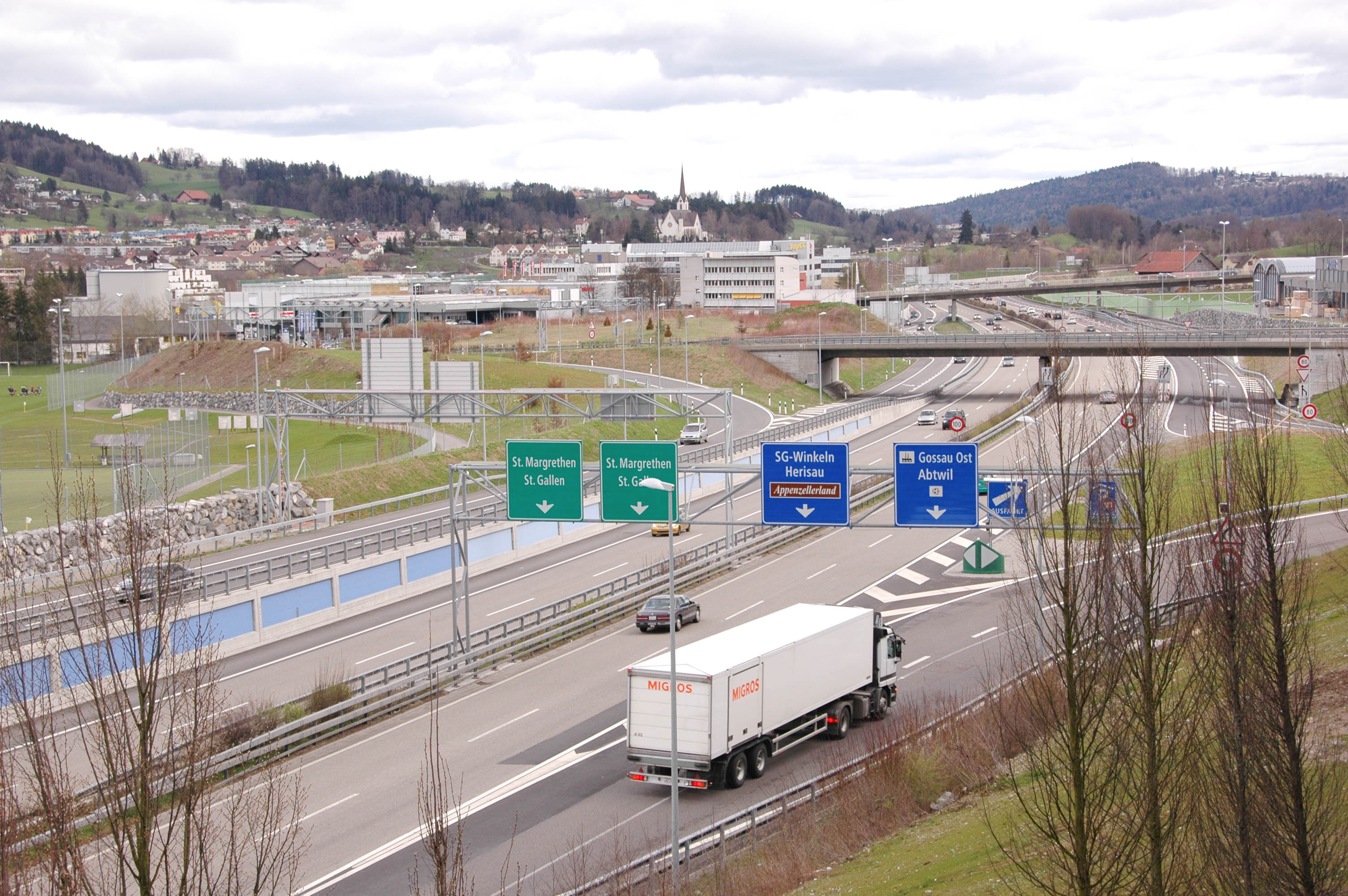
E60 la St. Gallen, Elveția

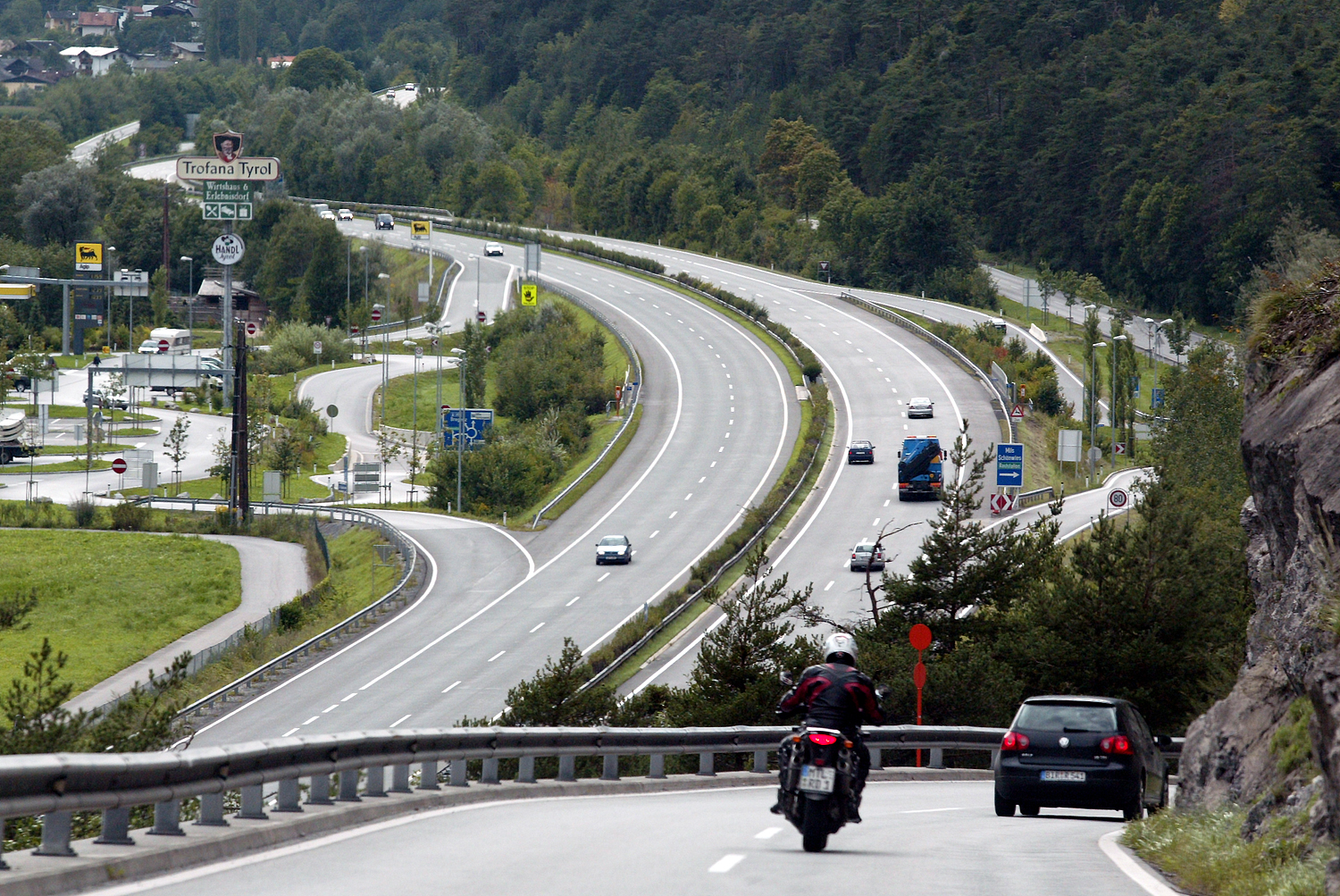
Imagine de pe E60 (A12), Austria, Innsbruck

  - Budapesta (Budapest) E71, E73, E75, E77

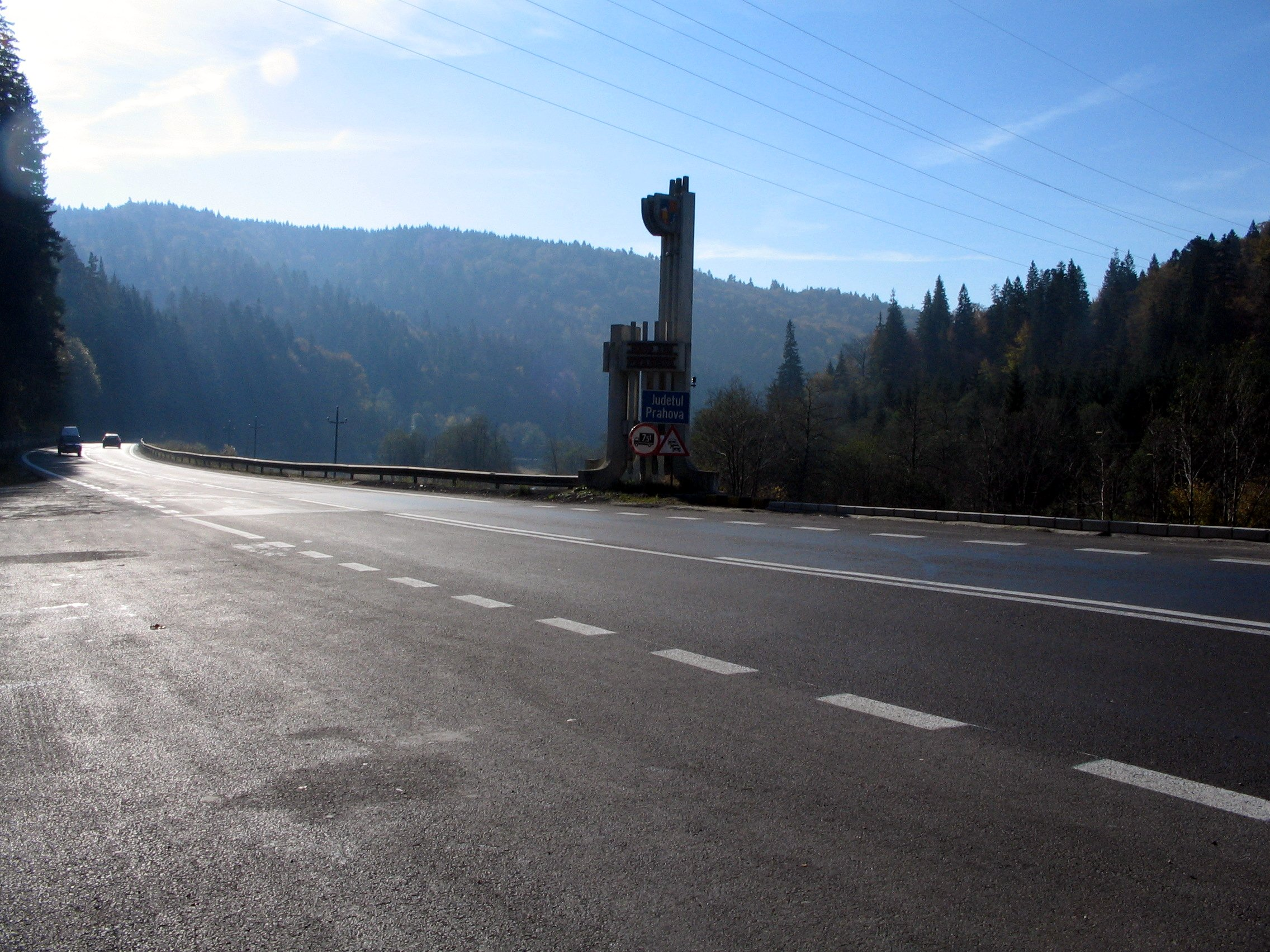
Drumul european E60 DN1, la ieșirea din județul Brașov spre județul Prahova, România.

  - Szolnok
  - Püspökladány E573

- România
  - Oradea E79, E671
  - Cluj-Napoca E81, E576
  - Turda E81
  - Târgu Mureș
  - Sighișoara
  - Brașov E68, E574
  - Ploiești
  - București E70, E81, E85
  - Urziceni
  - Slobozia
  - Hârșova
  - Constanța E81, E87
  - Agigea.

## Prelungire

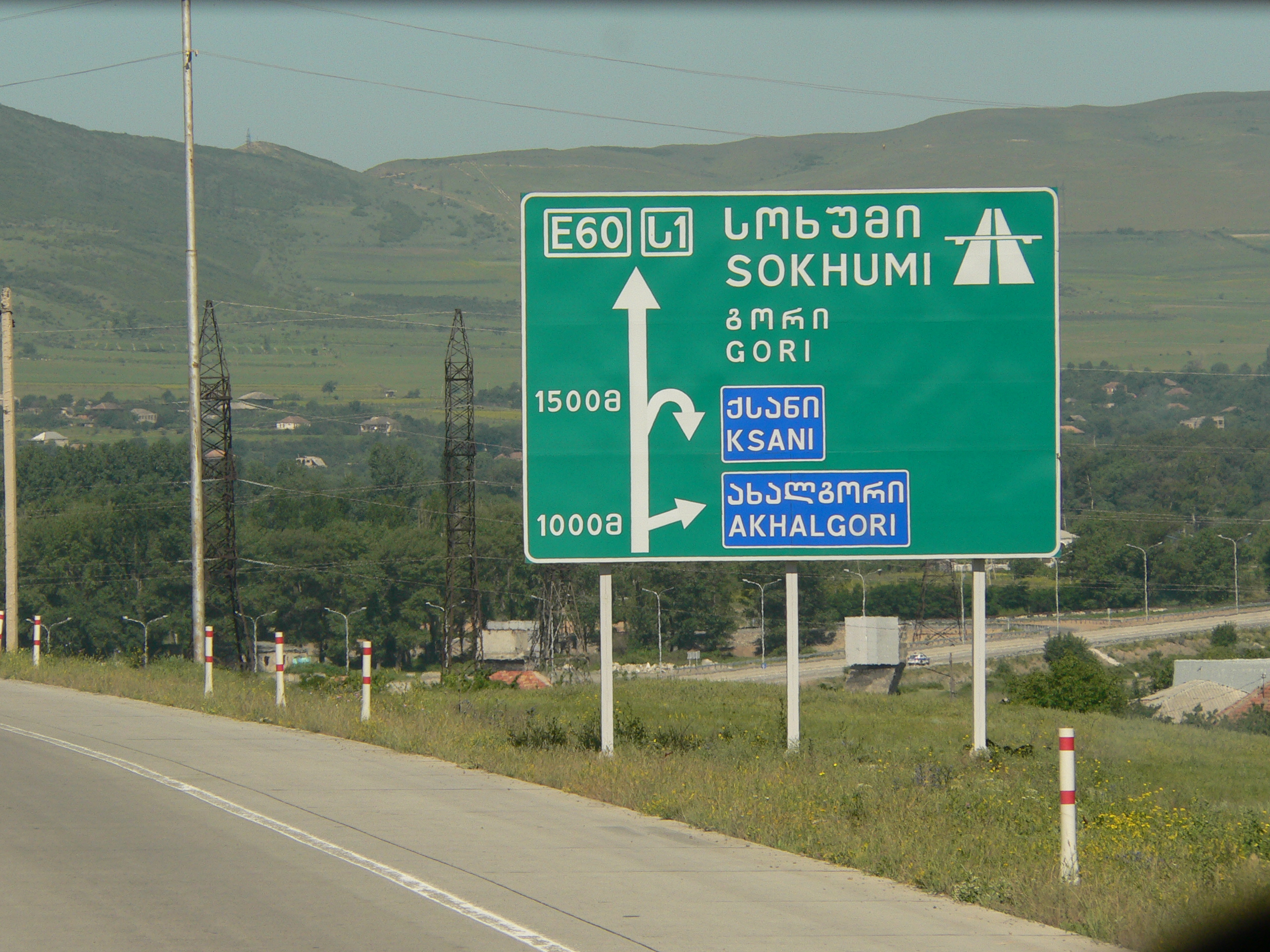
E60 în Georgia

- Georgia
  - Poti
  - Samtredia
  - Khashuri
  - Tbilisi
- Azerbaidjan
  - Ganja
  - Bvlak
  - Baku
- Turkmenistan
  - Türkmenbașy
  - Serdar (Gîzîlarbat)
  - Așgabat
  - Tejen
  - Mary
  - Türkmenabat
- Uzbekistan
  - Buhara
  - Karși
- Tadjikistan
  - Dușanbe
- Kârgâzstan
  - Sary-Taș
  - Irkeștam
  - Granița cu China